# St. Spiritus (Pasewalk)

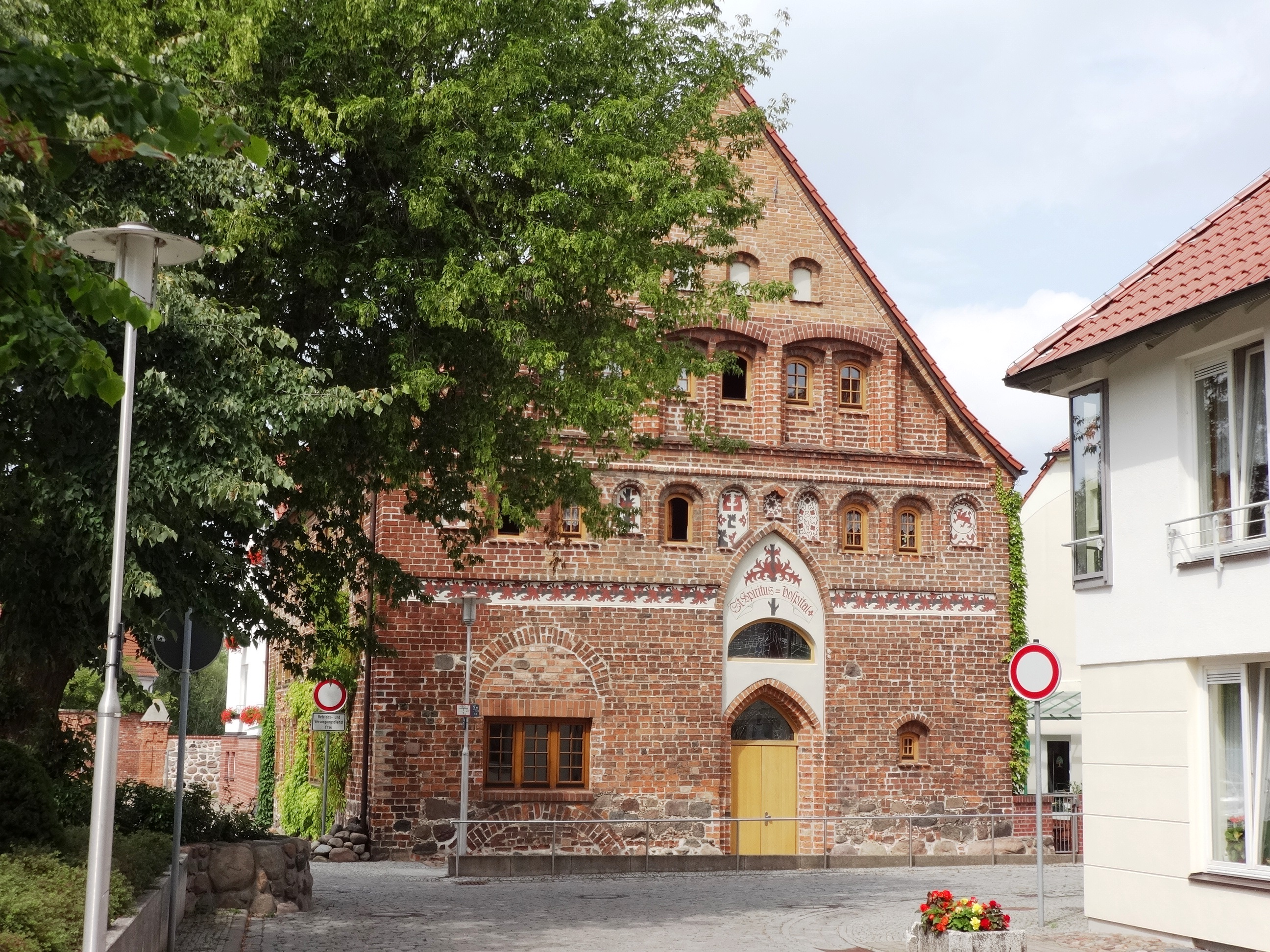
St. Spiritus in Pasewalk

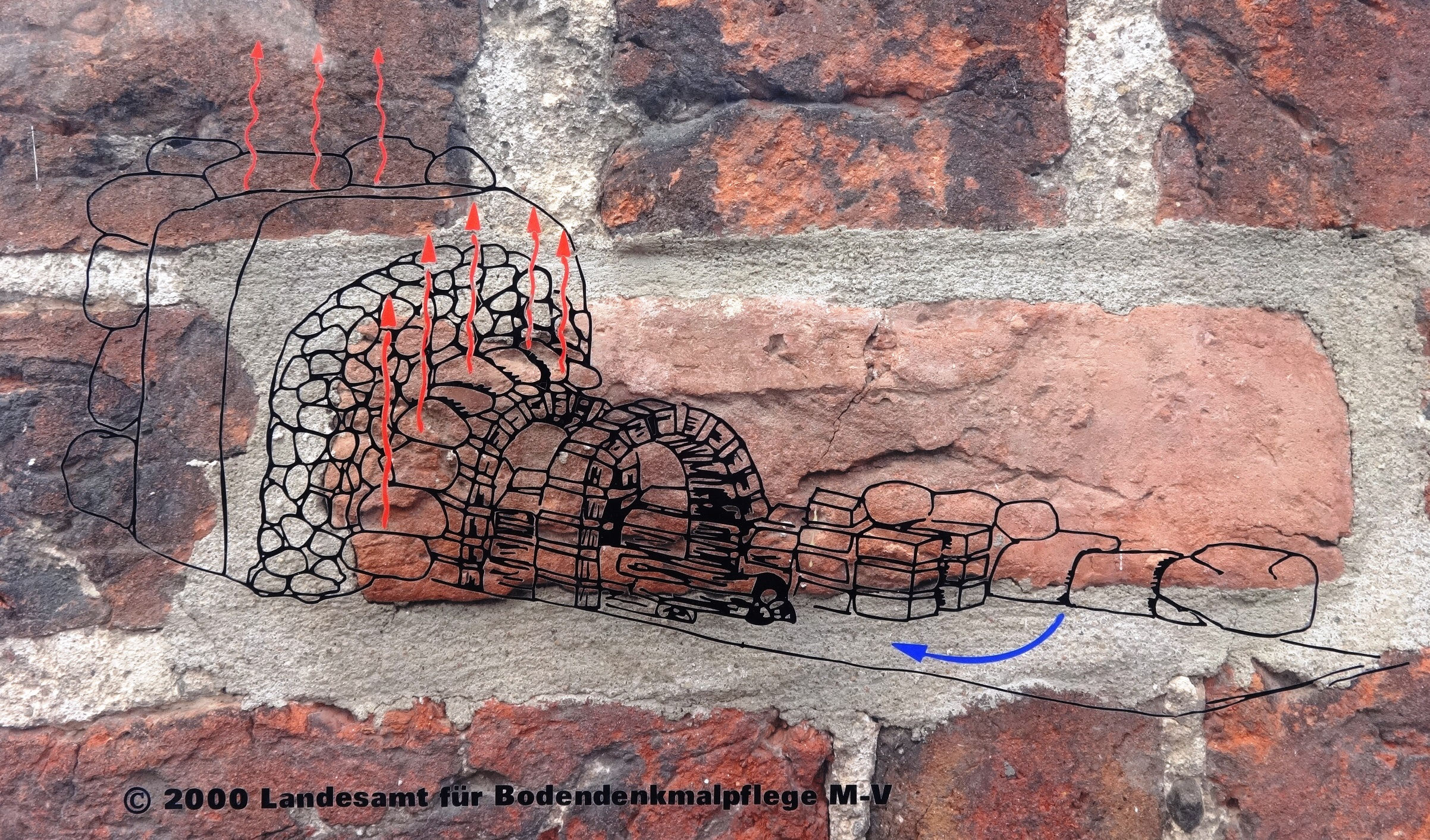
Ehemalige Warmluftheizung des Gebäudes

St. Spiritus ist ein Hospital in Pasewalk im Landkreis Vorpommern-Greifswald in Mecklenburg-Vorpommern, das vermutlich in der zweiten Hälfte des 13. Jahrhunderts nach dem Vorbild von Santo Spirito in Sassia in Rom entstand. Das Bauwerk steht unter Denkmalschutz.

## Geschichte
Das Gebäude entstand innerhalb der Stadtmauer in der Nähe des heute nicht mehr vorhandenen Anklamer Tores im Zuge der Besiedelung Pasewalks im 13. Jahrhundert. Dort behandelte man erkrankte Personen, die beispielsweise an Lepra litten. Nachdem die Ansteckungsgefahr der Krankheit erkannt wurde, brachte man die Personen vor die Stadttore in das Hospital St. Georg. St. Spiritus diente fortan zur Versorgung armer Menschen. Eine Hospitalordnung vom 14. Mai 1785 wurde vom Pommerschen Konsistorium, der damaligen Oberaufsichtsbehörde, mit Datum vom 25. August 1786 genehmigt und bestätigt. 1812 schlossen sich die beiden zuvor selbstständigen Hospitäler zusammen und werden seither als Geistliche Stiftung St. Georg und St. Spiritus verwaltet. Diese Stiftung erbaute beispielsweise auch das Rote Hospital in der Stadt. Im Zweiten Weltkrieg wurde das Gebäude schwer beschädigt und 1952 wieder aufgebaut. Ein Jahr später betrieb man darin ein Feierabendheim. Bei Umbauarbeiten in den 1990er Jahren entdeckte man die Reste einer Warmluftheizung eines Vorgängergebäudes aus dem 13. Jahrhundert. Sie wurden denkmalgerecht gesichert und können seit dieser Zeit im Fußboden des Saals betrachtet werden.
Im 21. Jahrhundert beherbergt es ein Altenpflegeheim mit 68 Plätzen.
Die Geistliche Stiftung St. Georg und St. Spiritus zu Pasewalk, eine rechtsfähige kirchliche Stiftung des bürgerlichen Rechts, erhielt 1991 eine neue Satzung, die 2014 überarbeitet wurde.